# Hall în Tirol

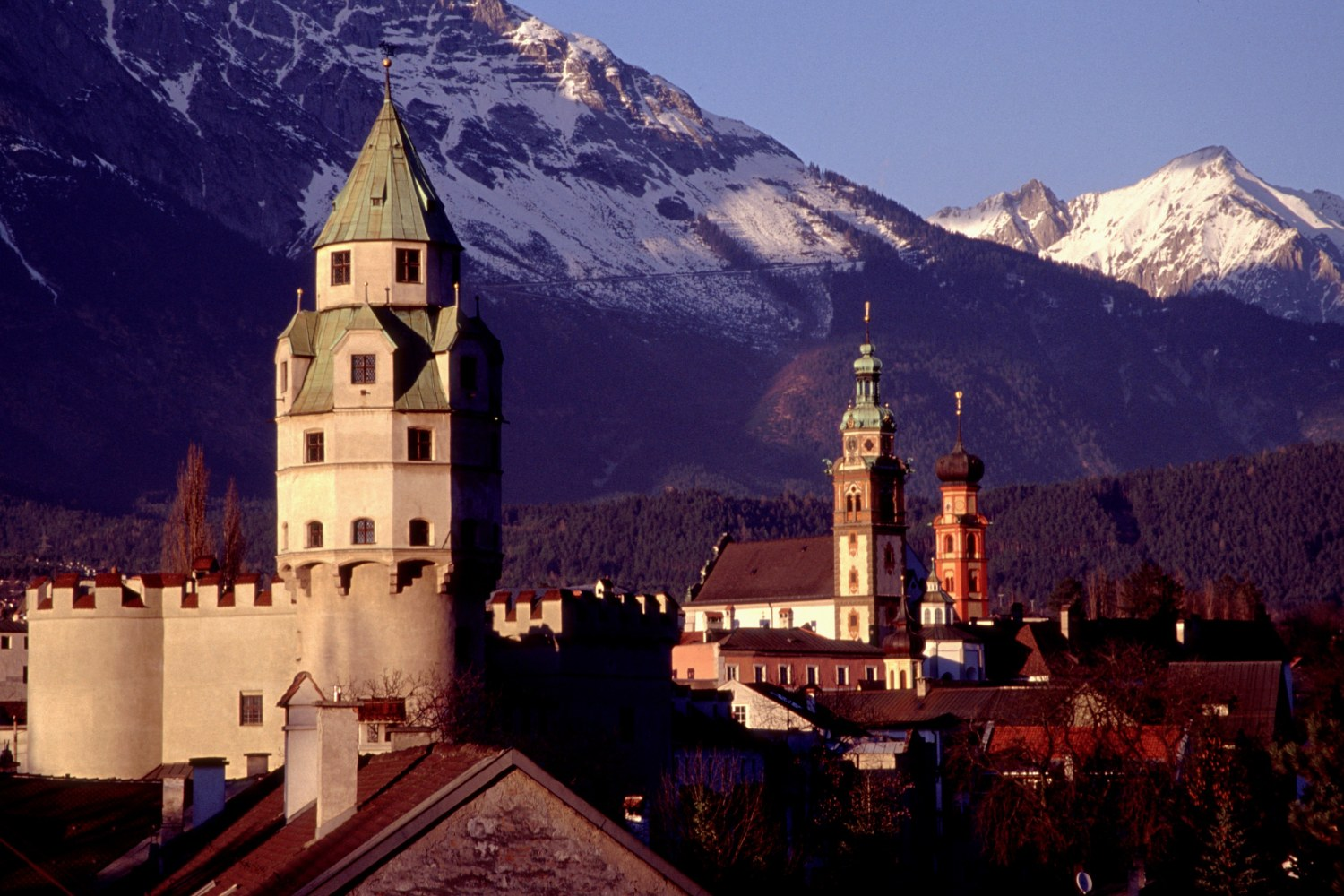
Vedere din Hall în Tirol

Hall în Tirol (în germană Hall in Tirol) este un oraș în landul Tirol, Austria, situat la 574 m deasupra nivelului mării, cu 12.895 de locuitori, la 1 ianuarie 2012. Hall se află în valea Inn-ului, la circa 5 kilometri est de capitala landului, Innsbruck. Din 1938 până în 1974, localitatea Hall a purtat numele de „Solbad Hall”. Din anul 2006, Hall face parte din Alianța Climatică Tirol.

## Etimologie
Denumirea curentă a localității, Hall este menționată din anul 1256 și este similar cu Halle, Schwäbisch Hall ori cu Hallstatt, având originea în cuvântul celtic care denumește sarea.

## Istorie
Salina din Hall a fost menționată pentru prima oară în 1232 (în latină : salina in intal iuxta Tavr castrum, adică, în română, „salina din valea Inn-ului, din vecinătatea castelului Thaur”).
Am văzut că primele documente care menționează numele localității Hall datează din anul 1256. Orașul s-a dezvoltat pe exploatarea sării, baterea de monede și pe comerț.

## Personalități
- Christoph Grienberger (* 1561 - † 1676), astronom iezuit austriac, s-a născut la Hall în Tirol.
- Otto Stolz (* 1842 - † 1905), matematician austriac, s-a născut la Hall în Tirol.
- Klaus Dibiasi (* 1947), multiplu campion olimpic (în 1968, 1972, 1976), mondial (1973, 1975) și european italian, la sărituri de pe platforma de 10 metri, s-a născut la Hall în Tirol, pe atunci, „Solbad Hall”.
- Eva Schlegel (* 1960), artistă austriacă, s-a născut la Hall in Tirol.

## Înfrățiri
- Germania, Iserlohn, din 1967
- Italia, Sommacampagna
- Elveția, Winterthour , din 1948